# ブロード・ボトム内閣
ブロード・ボトム内閣（ブロード・ボトムないかく、英語: Broad Bottom ministry）は、グレートブリテン王国で2回成立した連立内閣であり、1回目は1744年から1746年まで、2回目は1746年から1754年まで在任した。内閣はペラム兄弟、すなわち首相のヘンリー・ペラムと国務大臣のニューカッスル公爵が主導した。1746年初、国王ジョージ2世が政権交代を求めたためペラム兄弟は一旦失脚したが、代わって成立したウィリアム・パルトニーとグランヴィル伯爵の内閣が短命内閣と呼ばれるように短期間しか続かず、ペラム兄弟は内閣の権力を強めて返り咲いた。第2次ブロード・ボトム内閣は1746年から1754年にヘンリー・ペラムが死去するまで続いた。下記の一覧にある大臣のほか、第2次内閣にはヘンリー・フォックスが戦時大臣に、ウィリアム・ピットが陸軍支払長官に就任している。

## 閣僚
| 役職                   | 肖像 | 名前                     | 任期            |
| ---------------------- | ---- | ------------------------ | --------------- |
| 第一大蔵卿             |      | ヘンリー・ペラム         | 1744年 - 1754年 |
| 財務大臣               |      | ヘンリー・ペラム         | 1744年 - 1754年 |
| 大法官                 |      | ハードウィック男爵       | 1737年 - 1756年 |
| 枢密院議長             |      | ハリントン伯爵           | 1742年 - 1745年 |
| 枢密院議長             |      | ドーセット公爵           | 1745年 - 1751年 |
| 枢密院議長             |      | グランヴィル伯爵         | 1751年 - 1763年 |
| 王璽尚書               |      | ゴア男爵                 | 1744年 - 1754年 |
| 南部担当国務大臣       |      | ニューカッスル公爵       | 1724年 - 1748年 |
| 南部担当国務大臣       |      | ベッドフォード公爵       | 1748年 - 1751年 |
| 南部担当国務大臣       |      | ホルダーネス伯爵         | 1751年 - 1754年 |
| 北部担当国務大臣       |      | ハリントン伯爵           | 1744年 - 1746年 |
| 北部担当国務大臣       |      | チェスターフィールド伯爵 | 1746年 - 1748年 |
| 北部担当国務大臣       |      | ニューカッスル公爵       | 1748年 - 1754年 |
| 兵站部総監             |      | モンタギュー公爵         | 1743年 - 1749年 |
| 兵站部総監             |      | 空位                     | 1749年 - 1754年 |
| 海軍卿                 |      | ベッドフォード公爵       | 1744年 - 1748年 |
| 海軍卿                 |      | サンドウィッチ伯爵       | 1748年 - 1751年 |
| 海軍卿                 |      | アンソン男爵             | 1751年 - 1756年 |
| スコットランド王璽尚書 |      | アーガイル公爵           | 1733年 - 1761年 |
| スコットランド国務大臣 |      | ツィードデール侯爵       | 1742年 - 1746年 |
| 宮内長官               |      | グラフトン公爵           | 1724年 - 1757年 |
| 主馬頭                 |      | リッチモンド公爵         | 1735年 - 1750年 |
| 主馬頭                 |      | 空位                     | 1750年 - 1751年 |
| 主馬頭                 |      | ハーティントン侯爵       | 1751年 - 1755年 |